# Michael Schmid (Schiedsrichter)
Michael Schmid (* 7. November 1980 in Wien) ist ein österreichischer Fußballschiedsrichter. Er ist Mitglied des Niederösterreichischen Fußballverbands und gehört der Gruppe Wienerwald des Niederösterreichischen Schiedsrichterkollegiums an.

## Laufbahn als Fußballspieler
Im Alter von zehn Jahren begann Schmid beim SV Gablitz Fußball zu spielen. 1996 wechselte er zum FC Tulln, wo er bis zur Reservemannschaft zum Einsatz kam und 1998 seine Tätigkeit als aktiver Fußballer beendete.

## Laufbahn als Fußballschiedsrichter
Bereits am 25. August 1998, im Alter von nicht einmal 18 Jahren, legte Michael Schmid die Schiedsrichterprüfung ab und widmete sich neben seinem Studium seiner Laufbahn als Spielleiter. Nach ersten Einsätzen als Schiedsrichterassistent und in untersten Spielklassen wurden die Verantwortlichen des niederösterreichischen Schiedsrichterkollegiums auf den talentierten und einsatzfreudigen Jungschiedsrichter aufmerksam, weshalb er in den Talentekader aufgenommen wurde. Dort wurde Schmid entsprechend gefordert und gefördert, wodurch er fast im Jahresrhythmus die Erfolgsleiter hinaufstieg.

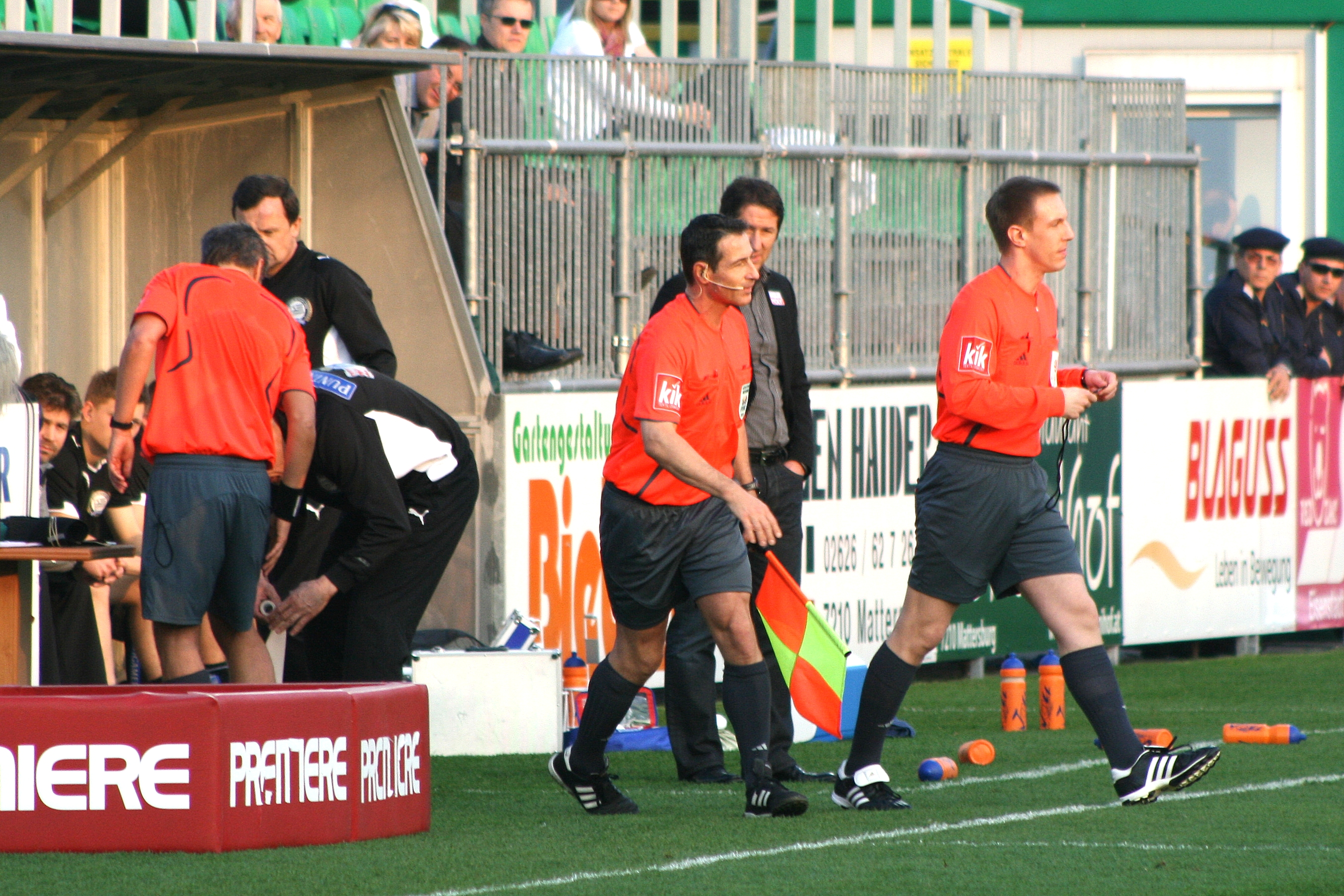
Michael Schmid (rechts) bei seinem Bundesligadebüt für den verletzten Bernhard Brugger (links)

Schon ab 2003 kam Schmid in der niederösterreichischen Landesliga zum Einsatz. Am 26. August 2005 leitete er sein erstes Spiel in der Regionalliga Ost (ASK Kottingbrunn gegen FC Waidhofen/Ybbs).
Nachdem er am 16. März 2007 sein Debüt in der zweithöchsten Spielklasse Österreichs in seinem Qualifikationsspiel für die Erste Liga SC Schwanenstadt gegen DSV Leoben (3:0) erfolgreich bestand und auch in den folgenden Qualifikationsspielen überzeugen konnte, wurde Michael Schmid ab 1. Jänner 2008 in den Kader der österreichischen Bundesligaschiedsrichter aufgenommen.
Völlig unerwartet durfte Schmid am 4. April 2009 im Spiel SV Mattersburg gegen SK Sturm Graz (0:0) sein Debüt in der österreichischen Bundesliga geben, als sich Schiedsrichter Bernhard Brugger in der 33. Minute verletzte und er als Ersatzschiedsrichter einspringen musste.
International kam Schmid bisher zu zwei Einsätzen als Schiedsrichterassistent, davon einmal in der Schweizer Meisterschaft und einmal im UEFA-Cup beim Spiel des FC Everton gegen Metalist Charkiw.

## Spielleitungen in der österreichischen Bundesliga
Stand: 7. März 2011
| Spiel | Saison  | Datum      | Heimmannschaft | – | Gastmannschaft | Ergebnis | Gelbe Karte | Gelb-Rote Karte | Rote Karte | Elf- meter | Anmerkung                                      |
| ----- | ------- | ---------- | -------------- | - | -------------- | -------- | ----------- | --------------- | ---------- | ---------- | ---------------------------------------------- |
| 1     | 2008/09 | 04.04.2009 | Mattersburg    | – | Sturm Graz     | 0:0      | 4           | 0               | 0          | 0          | als Ersatz für den verletzten Bernhard Brugger |

## Spielleitungen in der österreichischen Ersten Liga
Stand: 7. März 2011
| Spiel | Saison  | Datum      | Heimmannschaft           | – | Gastmannschaft       | Ergebnis | Gelbe Karte | Gelb-Rote Karte | Rote Karte | Elf- meter | Anmerkung           |
| ----- | ------- | ---------- | ------------------------ | - | -------------------- | -------- | ----------- | --------------- | ---------- | ---------- | ------------------- |
| 1     | 2006/07 | 16.03.2007 | Schwanenstadt            | – | Leoben               | 3:0      | 4           | 0               | 0          | 0          | Qualifikationsspiel |
| 2     | 2007/08 | 10.08.2007 | Kapfenberg               | – | Parndorf             | 1:4      | 6           | 0               | 1          | 1          | Qualifikationsspiel |
| 3     | 2007/08 | 28.09.2007 | Red Bull Salzburg II     | – | Austria Lustenau     | 2:1      | 6           | 0               | 0          | 0          | Qualifikationsspiel |
| 4     | 2007/08 | 02.11.2007 | Leoben                   | – | Schwanenstadt        | 1:0      | 3           | 0               | 0          | 0          | Qualifikationsspiel |
| 5     | 2007/08 | 28.03.2008 | Schwanenstadt            | – | Bad Aussee           | 3:1      | 4           | 0               | 0          | 1          |                     |
| 6     | 2007/08 | 11.04.2008 | FC Lustenau              | – | Red Bull Salzburg II | 2:1      | 9           | 0               | 0          | 1          |                     |
| 7     | 2007/08 | 06.05.2008 | Austria Wien II          | – | Gratkorn             | 0:2      | 4           | 0               | 0          | 0          |                     |
| 8     | 2007/08 | 16.05.2008 | Gratkorn                 | – | Red Bull Salzburg II | 1:3      | 6           | 0               | 0          | 0          |                     |
| 9     | 2008/09 | 02.08.2008 | Wacker Innsbruck         | – | Grödig               | 3:1      | 3           | 0               | 0          | 0          |                     |
| 10    | 2008/09 | 22.08.2008 | Leoben                   | – | Austria Lustenau     | 1:1      | 6           | 0               | 0          | 0          |                     |
| 11    | 2008/09 | 19.09.2008 | Gratkorn                 | – | Wacker Innsbruck     | 2:0      | 3           | 0               | 0          | 0          |                     |
| 12    | 2008/09 | 03.10.2008 | Red Bull Salzburg II     | – | Austria Wien II      | 3:4      | 5           | 0               | 0          | 0          |                     |
| 13    | 2008/09 | 31.10.2008 | Gratkorn                 | – | Vöcklabruck          | 2:1      | 7           | 0               | 0          | 1          |                     |
| 14    | 2008/09 | 07.11.2008 | Austria Wien II          | – | FC Lustenau          | 1:0      | 5           | 0               | 0          | 0          |                     |
| 15    | 2008/09 | 14.11.2008 | Austria Lustenau         | – | Leoben               | 2:1      | 3           | 0               | 0          | 0          |                     |
| 16    | 2008/09 | 21.11.2008 | Leoben                   | – | Red Bull Salzburg II | 1:0      | 4           | 0               | 0          | 0          |                     |
| 17    | 2008/09 | 14.03.2009 | Wacker Innsbruck         | – | FC Lustenau          | 3:0      | 5           | 0               | 1          | 1          |                     |
| 18    | 2008/09 | 20.03.2009 | Red Bull Salzburg II     | – | Grödig               | 3:0      | 3           | 0               | 1          | 1          |                     |
| 19    | 2008/09 | 17.04.2009 | Leoben                   | – | FC Lustenau          | 1:2      | 4           | 0               | 0          | 0          |                     |
| 20    | 2008/09 | 01.05.2009 | Gratkorn                 | – | Austria Wien II      | 1:4      | 4           | 0               | 0          | 0          |                     |
| 21    | 2008/09 | 15.05.2009 | FC Lustenau              | – | Austria Wien II      | 0:0      | 7           | 0               | 0          | 0          |                     |
| 22    | 2009/10 | 17.07.2009 | Hartberg                 | – | Wacker Innsbruck     | 0:2      | 7           | 0               | 0          | 0          |                     |
| 23    | 2009/10 | 31.07.2009 | Austria Lustenau         | – | Gratkorn             | 2:1      | 6           | 0               | 0          | 0          |                     |
| 24    | 2009/10 | 28.08.2009 | Vienna                   | – | Red Bull Salzburg II | 1:2      | 6           | 0               | 0          | 0          |                     |
| 25    | 2009/10 | 25.09.2009 | Wacker Innsbruck         | – | FC Dornbirn          | 7:0      | 3           | 0               | 0          | 0          |                     |
| 26    | 2009/10 | 16.10.2009 | Hartberg                 | – | Rheindorf Altach     | 0:2      | 6           | 0               | 0          | 1          |                     |
| 27    | 2009/10 | 30.10.2009 | Dornbirn                 | – | FC Lustenau          | 2:0      | 8           | 0               | 0          | 0          |                     |
| 28    | 2009/10 | 05.03.2010 | Dornbirn                 | – | Austria Lustenau     | 3:2      | 4           | 0               | 0          | 0          |                     |
| 29    | 2009/10 | 19.03.2010 | Admira Wacker Mödling    | – | SKN St. Pölten       | 0:0      | 5           | 0               | 0          | 0          |                     |
| 30    | 2009/10 | 26.03.2010 | Wacker Innsbruck         | – | Gratkorn             | 2:1      | 3           | 1               | 0          | 0          |                     |
| 31    | 2010/11 | 24.09.2010 | SCR Altach               | – | Gratkorn             | 1:0      | 4           | 0               | 0          | 0          |                     |
| 32    | 2010/11 | 01.10.2010 | Grödig                   | – | FC Lustenau          | 0:6      | 4           | 0               | 1          | 0          |                     |
| 33    | 2010/11 | 26.10.2010 | Hartberg                 | – | Austria Lustenau     | 2:1      | 8           | 0               | 0          | 1          |                     |
| 34    | 2010/11 | 05.11.2010 | Gratkorn                 | – | Vienna               | 4:0      | 3           | 1               | 0          | 1          |                     |
| 35    | 2010/11 | 19.11.2010 | Wolfsberger AC/St. Andrä | – | Austria Lustenau     | 4:2      | 5           | 0               | 1          | 1          |                     |
| 36    | 2010/11 | 26.11.2010 | Admira Wacker Mödling    | – | SKN St. Pölten       | 5:1      | 3           | 0               | 0          | 1          |                     |
| 37    | 2010/11 | 25.02.2011 | Wolfsberger AC/St. Andrä | – | Grödig               | 2:1      | 2           | 0               | 0          | 1          |                     |

## Spielleitungen im ÖFB-Cup
Stand: 7. März 2011
| Spiel | Saison  | Datum      | Heimmannschaft | – | Gastmannschaft    | Ergebnis            |   |   |   | Elf- meter | Anmerkung |
| ----- | ------- | ---------- | -------------- | - | ----------------- | ------------------- | - | - | - | ---------- | --------- |
| 01    | 2006/07 | 24.10.2006 | Vienna         | – | Leoben            | 0:0 – 3:0 n. V.     |   |   |   | 0          |           |
| 02    | 2006/07 | 14.11.2006 | Vienna         | – | FC Lustenau       | 0:0 n. V. 3:5 i. E. |   |   |   | 0          |           |
| 03    | 2008/09 | 15.08.2008 | Rapid Wien II  | – | Union St. Florian | 3:0                 | 4 | 0 | 0 | 0          |           |
| 04    | 2008/09 | 12.09.2008 | Weiz           | – | Austria Wien II   | 1:4                 | 0 | 0 | 0 | 1          |           |
| 05    | 2009/10 | 15.08.2009 | Parndorf       | – | Rapid Wien        | 2:2 – 2:3 n. V.     | 3 | 0 | 0 | 0          |           |
| 06    | 2009/10 | 18.09.2009 | Allerheiligen  | – | Austria Kärnten   | 1:2                 | 5 | 0 | 0 | 0          |           |

## Internationale Einsätze
Stand: 7. März 2011
| Spiel | Datum      | Bewerb             | Heimmannschaft  | – | Gastmannschaft  | Ergebnis |   |   |   | Elf- meter | Anmerkung |
| ----- | ---------- | ------------------ | --------------- | - | --------------- | -------- | - | - | - | ---------- | --------- |
| 01    | 14.10.2008 | Freundschaftsspiel | Österreich U-16 | – | Tschechien U-16 | 4:2      | 0 | 0 | 0 | 0          |           |
| 02    | 28.08.2010 | Freundschaftsspiel | Österreich U-17 | – | Schweiz U-17    | 1:0      | 3 | 0 | 1 | 1          |           |

## Privates
Michael Schmid, der das sprachorientierte Gymnasium Tulln (englisch, russisch, spanisch, lateinisch) mit der Matura erfolgreich abschloss, studiert Medizin. Er ist verheiratet mit Christine und Vater eines Sohnes, Tobias.
Sofern ihm neben Familie, Studium und Schiedsrichterei noch Freizeit bleibt, betreibt er Ausdauersport (laufen, Fahrrad fahren) und zum Regenerieren geht er gerne in die Sauna und zum Fischen.